# 漢朝行政區劃

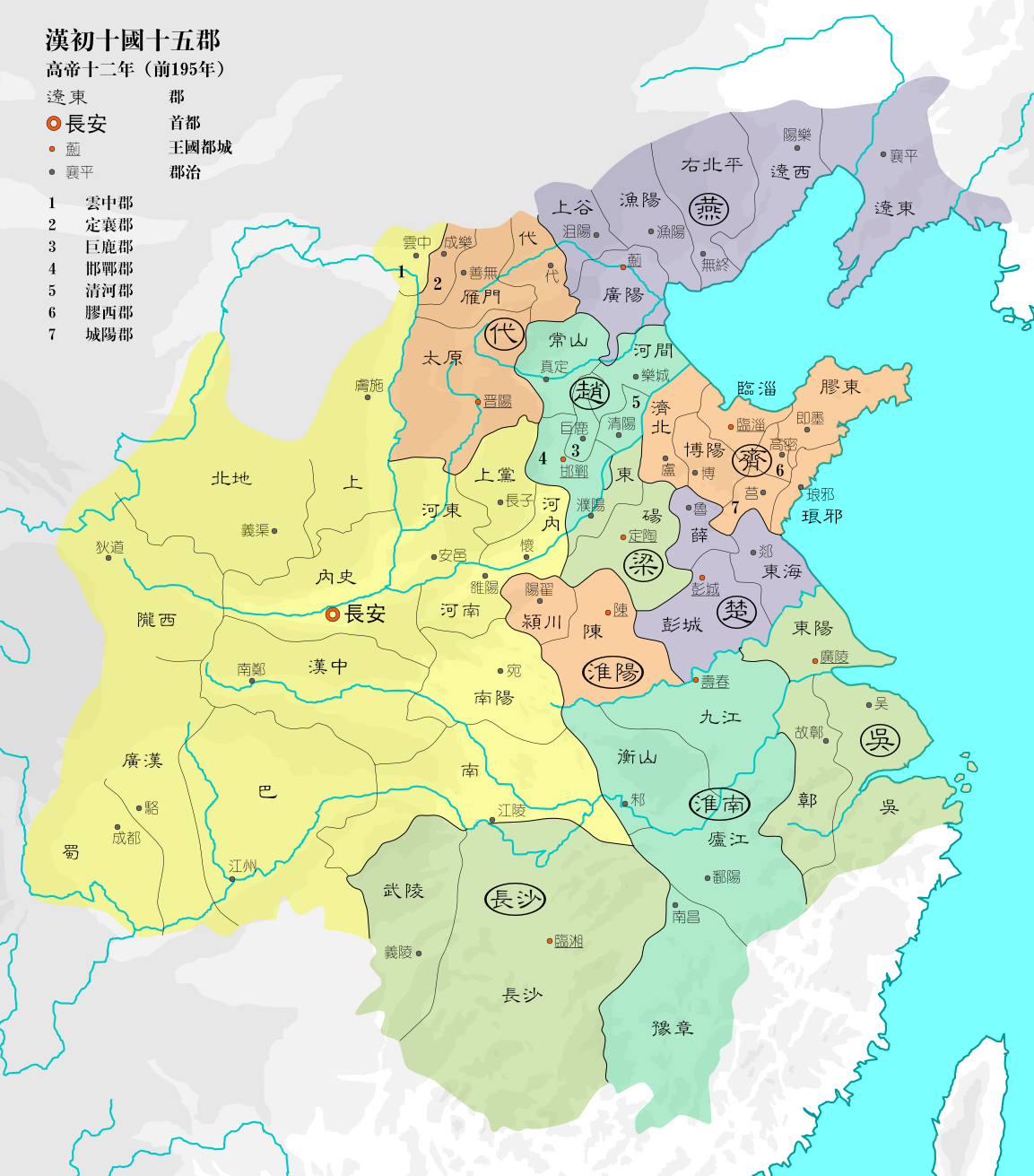
黃色為前195年西汉初期漢高祖的直屬領地，當時還是郡縣與（有實權的）封國並存

漢朝初年，漢高祖劉邦封異姓王七人。但由於對功臣的猜忌，不久又相繼削除，同時大封同姓諸侯，這些王國「大者或五六郡，連城數十，置百官宮觀，僭于天子」。地方王國勢力的強大導致中央政府所實際控制的區域萎縮。吕后時期，增加外戚諸侯王。到文帝時期又紛紛剷除，增加劉氏諸侯王。但是地方王國勢力的膨脹已經對中央政府構成嚴重威脅。漢文帝接受賈誼的建議，用分地的方法削弱諸侯的勢力。漢景帝即位後採納晁錯的建議，直接縮減王國的封地，引發諸侯王的強烈反彈，導致吳楚七國之亂爆發，但未幾就宣告失敗。漢武帝後，採納主父偃的建議，推行推恩令，規定諸侯王位由嫡子即位，而餘子皆分一縣或一鄉的土地。因此王國不斷縮小，漢郡不斷擴大，加上邊郡的開擴，漢朝中央政府對地方的控制力日益加強。同時，政府將大量面積較大郡予以分割。到漢平帝元始二年（公元2年），共有郡國103個，轄縣、侯國、邑、道等縣級政區1587個。
「州」作為行政區劃，在西漢時期萌芽，到東漢宣告形成。武帝元封五年（前106年），始在郡之上又設十三行部，每部派一刺史，每個行部管轄若干郡（國）。但此時的行部是監察區，還不是真正意義上的行政區。東漢末年，地方多事。靈帝中平五年（189年），朝廷選重臣出任刺史，稱州牧，掌一州軍民。州從監察區變為行政區。至此，中國地方行政由原本的郡縣兩級制度變為州郡縣三級制。
十三個州部為：司隸校尉部（治雒陽）、徐州刺史部（治剡縣）、青州刺史部（治臨淄）、豫州刺史部（治譙縣）、冀州刺史部（治高邑）、并州刺史部（治晉陽）、幽州刺史部（治薊縣）、兗州刺史部（治昌邑）、涼州刺史部（治隴縣）、益州刺史部（治雒縣）、荊州刺史部（治漢壽）、揚州刺史部（治歷陽）和交州刺史部（治龍編）獻帝興平元年（194年），又分涼州置雍州刺史部。則至漢亡，全國有十四州。